# Netlib
Netlib est un site qui offre une collection de bibliothèques de fonctions pour le calcul numérique. La plupart des bibliothèques sont écrites en Fortran ou en C.
Le statut de toutes les bibliothèques n'est pas toujours clair. Certaines d'entre elles sont dans le domaine public (par exemple SLATEC (en)), d'autres (comme BLAS et LAPACK) sont libres ; d'autres enfin n'ont aucune information de copyright et de licence.